# Curt Froboese
Siegfried Waldemar Curt Froboese (* 3. Mai 1891 in Treptow, Berlin; † 16. Juli 1994 in St. Gilgen, Salzburg, Österreich) war ein deutscher Pathologe und Hochschullehrer.

## Leben

### Familie und Ausbildung
Curt Froboese, der Sohn des Kaufmanns Eugen Froboese sowie dessen Ehegattin Selma geborene Sachse, Abiturient am Andreas-Realgymnasium in Berlin, wandte sich im Anschluss dem Studium der Medizin an der Friedrich-Wilhelms-Universität zu, 1916 erhielt er die Approbation als Arzt, im gleichen Jahr erfolgte seine Promotion zum Dr. med.
Curt Froboese heiratete in erster Ehe 1917 die Ärztin Felicia Johanna geborene Thiele (* 18. März 1890 in Hamburg; † 6. Juni 1971 in Bad Segeberg), in zweiter Ehe Anfang 1936 in Seeburg die Geigerin Margarete geborene Eweler. Er war Vater zweier Töchter namens Maja und Helma. Der Konfessionslose verstarb 1994 im Alter von 103 Jahren im salzburgerischen St. Gilgen am Wolfgangsee.

### Beruflicher Werdegang
Der sich nach seinem Studienabschluss auf die Pathologie spezialisierende Curt Froboese bekleidete zunächst eine Assistenzstelle bei Johannes Orth am Pathologischen Institut der Friedrich-Wilhelms-Universität, in der Folge eine bei David Paul von Hansemann ebendort. 1921 wechselte Curt Froboese als Assistenzarzt von Paul Ernst an das Pathologische Institut der Ruprecht-Karls-Universität Heidelberg, dort habilitierte er sich 1923 als Privatdozent der Pathologie, 1928 wurde er zum außerordentlichen Professor befördert. Im Folgejahr nahm Froboese eine Berufung an die Berliner Universität an, gleichzeitig wurde er zum Direktor des Pathologischen Instituts in Berlin-Spandau bestellt. Zusätzlich füllte er seit 1954 eine Honorarprofessur an der Freien Universität Berlin aus.
Curt Froboese, der sich besondere Verdienste um die schrittweise Modernisierung des Spandauer Pathologischen Instituts erwarb, wurde 1959 in den Ruhestand verabschiedet. Curt Froboese, Mitglied mehrerer wissenschaftlicher Gesellschaften, wurde 1960 zum Ehrenmitglied der Berliner Pathologen-Vereinigung sowie 1968 der Berliner Medizinischen Gesellschaft ernannt.

## Schriften
- Heterochromie und Katarakt, Medizinische Dissertation, Ebering, Berlin, 1916
- Die Verfettung des Endometriums. Beitrag zur normalen und pathologischen Anatomie der Uterusschleimhaut, in: Virchows Archiv für Pathologische Anatomie und Physiologie und für Klinische Medizin, Band 250, Springer, Berlin, New York, 1924, S. 296–342.
- Ursache der fetalen Peritonitis (Meconiumperitonitis), in: Virchows Archiv für Pathologische Anatomie und Physiologie und für Klinische Medizin, Band 269, Springer, Berlin, New York, 1928, S. 595–601.
- Über das Xeroderma pigmentosum blastomatosum malignum, [S.l.], 1951
- Rudolf Virchow + 5.9.1902 ; ein Gedenk- und Mahnwort an die heutige Ärztegeneration 50 Jahre nach seinem Tode ; Festvortrag zur feierlichen Eröffnung des Berliner Kongresses für ärztliche Fortbildung, in gekürzter Form gehalten am 9.9.1952, Fischer, Stuttgart, 1953
- Blick in die eigene Vergangenheit, Curt Froboese, St. Gilgen am Wolfgangsee, 1961